# Muscle Museum
Muscle Museum – singel angielskiego zespołu rockowego Muse z ich debiutanckiego albumu, Showbiz. Jest to trzeci singel z tej płyty, a został wydany dwukrotnie – najpierw 22 listopada 1999 roku w Wielkiej Brytanii, a następnie 9 października 2000 roku w Stanach Zjednoczonych (wytwórnia Warner/Maverick).
Tytuł utworu powstał z dwóch słów, które w większości słowników znajdują się bezpośrednio przed i po „Muse”. Temat piosenki uważa się za dość ezoteryczny, jest różnie interpretowany, mówi o taki rzeczach jak masturbacja czy oziębłość płciowa. Jednak jak powiedział sam lider Muse Matthew Bellamy, piosenki na albumie były zainspirowane negatywnymi doświadczeniami dorastania w Teignmouth. Sugeruje się, że miał na myśli bycie świeżo upieczonym zespołem, założonym w niechętnym dla niego społeczeństwie i grającym w mało ciekawych miejscach.
„Muscle Museum” znajduje się na dwóch koncertowych DVD Muse – Hullabaloo i Absolution Tour.
Dziennikarz muzyczny Ben Myers napisał biografię zespołu pt. Muse: Inside the Muscle Museum, wydaną w 2004 roku.

## Singel Muscle Museum – wydanie pierwsze
Po raz pierwszy „Muscle Museum” zostało wydane 22 listopada 1999 roku w Wielkiej Brytanii jako zestaw składający się z dwóch płyt CD i 7-calowego winyla. Oddzielny singel (tylko jedno CD) został wydany w Niemczech. Przy pierwszym wydaniu utwór zajął 43. miejsce na liście UK Charts. Teledysk nakręcony w amerykańskim stylu „Picket Fence” podobnym do Blue Velvet, jest przepełniony masową histerią i niekontrolowanym płaczem. Chociaż jest dość niezwykły, ze względu na wstrząsający temat jego oryginalna wersja musiała zostać zedytowana, gdyż w przeciwnym wypadku klip nie mógł być pokazywany w telewizji. Reżyser Joseph Kahn, który ponownie pracował z zespołem prawie 7 lat później przy wideo do „Knights of Cydonia”, usunął końcową scenę teledysku, która pokazuje dwójkę bohaterów popełniających samobójstwo. Oryginalną wersję można zobaczyć na jego stronie internetowej.

### Lista utworów

#### CD1
1. „Muscle Museum” – 4:22
2. „Do We Need This?” – 4:17
3. „Muscle Museum” (Live Acoustic) – 4:45

#### CD2
1. „Muscle Museum” (Full Length Version) – 5:23
2. „Pink Ego Box” – 3:30
3. „Con-Science” – 4:51

#### Płyta winylowa 7"
1. „Muscle Museum” – 4:22
2. „Minimum” – 2:42

#### Wydanie niemieckie
1. „Muscle Museum” (Radio Edit) – 3:58
2. „Overdue” – 2:26
3. „Jimmy Kane” – 3:28
4. „Muscle Museum” (Full Length Version) – 5:23

## Singel Muscle Museum – wydanie drugie (Stany Zjednoczone)
W październiku 2000 roku „Muscle Museum” zostało wydane ponownie, tym razem w Stanach Zjednoczonych. Znów przyjęło formę dwóch płyt CD i dodatkowej 7-calowej płyty winylowej. Znajdują się na nich remiksy oryginalnych piosenek oraz koncertowa wersja utworu „Agitated”. Okładka singla została zmieniona, jak również teledysk, skomponowany z występów na żywo z trasy zespołu z poprzedniego roku. Drugie wydanie zajęło 25. miejsce na listach singli.

### Lista utworów

#### CD1
1. „Muscle Museum (US Mix)” – 4:22
2. „Agitated (Live)”
3. „Sunburn (Timo Maas Sunstroke Remix)” – 6:24
4. „Muscle Museum Live Video”

#### CD2
1. „Muscle Museum (US Mix)” – 4:22
2. „Sober (Saint US Mix)”
3. „Muscle Museum (Soulwax Remix)” – 3:44

#### Płyta winylowa 7"
1. „Muscle Museum (US Mix)” – 4:22
2. „Escape (Live)”